# Bematistes macaria
Bematistes macaria är en fjärilsart som beskrevs av Fabricius 1793. Bematistes macaria ingår i släktet Bematistes och familjen praktfjärilar. Inga underarter finns listade i Catalogue of Life.